# Last Ride
Pour plus de détails, voir Fiche technique et Distribution.
Last Ride est un film australien réalisé par Glendyn Ivin, sorti en 2009.

## Synopsis
Le voyage dans le désert  australien d'un père et son fils de dix ans, le premier étant recherché par la police pour meurtre.

## Fiche technique
- Réalisation : Glendyn Ivin
- Scénario : Mac Gudgeon, d'après le roman The Last Ride de Denise Young
- Photographie : Greig Fraser
- Montage : Jack Hutchings
- Musique : Paul Charlier
- Sociétés de production :  Australian Film Finance Corporation (AFFC), Film Victoria, South Australian Feature Film Company
- Pays d'origine :  Australie
- Langue originale : anglais
- Format : Couleurs - 1,85:1 - Dolby Digital
- Genre : Drame
- Durée : 100 minutes
- Date de sortie : 
  -  Australie : 2 juillet 2009

## Distribution
- Hugo Weaving : Kev
- Tom Russell : Chook
- Anita Heigh : Maryanne
- John Brumpton : Max
- Kelton Pell : Ranger Lyall
- Sonya Suares : Zareena Khan

## Accueil
Il a rapporté lors de son exploitation au cinéma en Australie plus de 388 000 dollars australiens.
Il a reçu un accueil critique très favorable, recueillant 93 % d'avis positifs, avec une note moyenne de 7,2/10 et sur la base de 29 critiques collectées, sur le site Rotten Tomatoes. Sur Metacritic, il obtient un score de 68/100 sur la base de 9 critiques collectées.
En 2009, il a été nommé dans trois catégories lors des AFI Awards : meilleur acteur (Hugo Weaving), meilleur jeune acteur (Tom Russell) et meilleure photographie.